# François Lemarchand (cyclisme)
Pour les articles homonymes, voir François Lemarchand.
François Lemarchand, né le 2 novembre 1960 à Livarot dans le Calvados, est un ancien coureur cycliste français. Professionnel de 1985 à 1997, il a remporté six victoires. Son fils Romain est coureur professionnel de 2010 à 2017.

## Biographie
Né à Livarot dans le Calvados, François Lemarchand porte les couleurs de l'Étoile sportive livarotaise de 1974 à 1997. En 1984, il passe professionnel dans l'équipe Fagor. Il participe à dix Tours de France, deux tours d'Italie et deux tours d'Espagne sans jamais abandonner.
Quand il arrête sa carrière sportive, il entre en 1998 dans la société de Laurent Fignon qui organise Paris-Nice. Cette entreprise est ensuite rachetée par Amaury Sport Organisation (ASO), également organisateur du Tour de France.
Il est actuellement responsable sportif au sein du service des compétitions cyclistes de ASO. Le service, responsable de tracer le parcours des épreuves, est dirigé par Jean-François Pescheux puis Thierry Gouvenou.
Durant le Tour de France 2020, il prend la position de directeur du Tour de France par intérim après que Christian Prudhomme a été testé positif au Covid-19 et contraint à l'isolement,.

## Palmarès

### Coureur amateur
- 1980
  - 2e du Circuit du Roumois
- 1981
  - Champion de Normandie
- 1982
  - 3e du Tour du Pays d'Auge
- 1983
  - Trois Jours de Cherbourg :
    - Classement général
    - 1re étape

  - 3e de la Flèche finistérienne
- 1984
  - Paris-Mantes
  - 2e du championnat de France sur route amateurs
  - 2e de Paris-Bagnoles-de-l'Orne
  - 3e du Circuit de la vallée de la Loire
  - 3e de Redon-Redon
  - 3e des Boucles de la Mayenne
  - 3e de Paris-Épernay
  - 3e du Prix de la Saint-Laurent

### Coureur professionnel
- 1985
  - 3e du Grand Prix du Midi libre
- 1987
  - 3e des Boucles parisiennes
- 1988
  - 2e étape de la Route du Sud
- 1989
  - 7e (contre-la-montre par équipes) et 11e étapes de la Milk Race
- 1990
  - Tour de Vendée
  - 2e étape des Quatre Jours de Dunkerque
  - 5e étape du Grand Prix du Midi libre
  - 2e des Quatre Jours de Dunkerque
- 1992
  - 3e du Trophée des grimpeurs
- 1995
  - Trio normand (avec Thierry Gouvenou et Eddy Seigneur)

## Résultats sur les grands tours

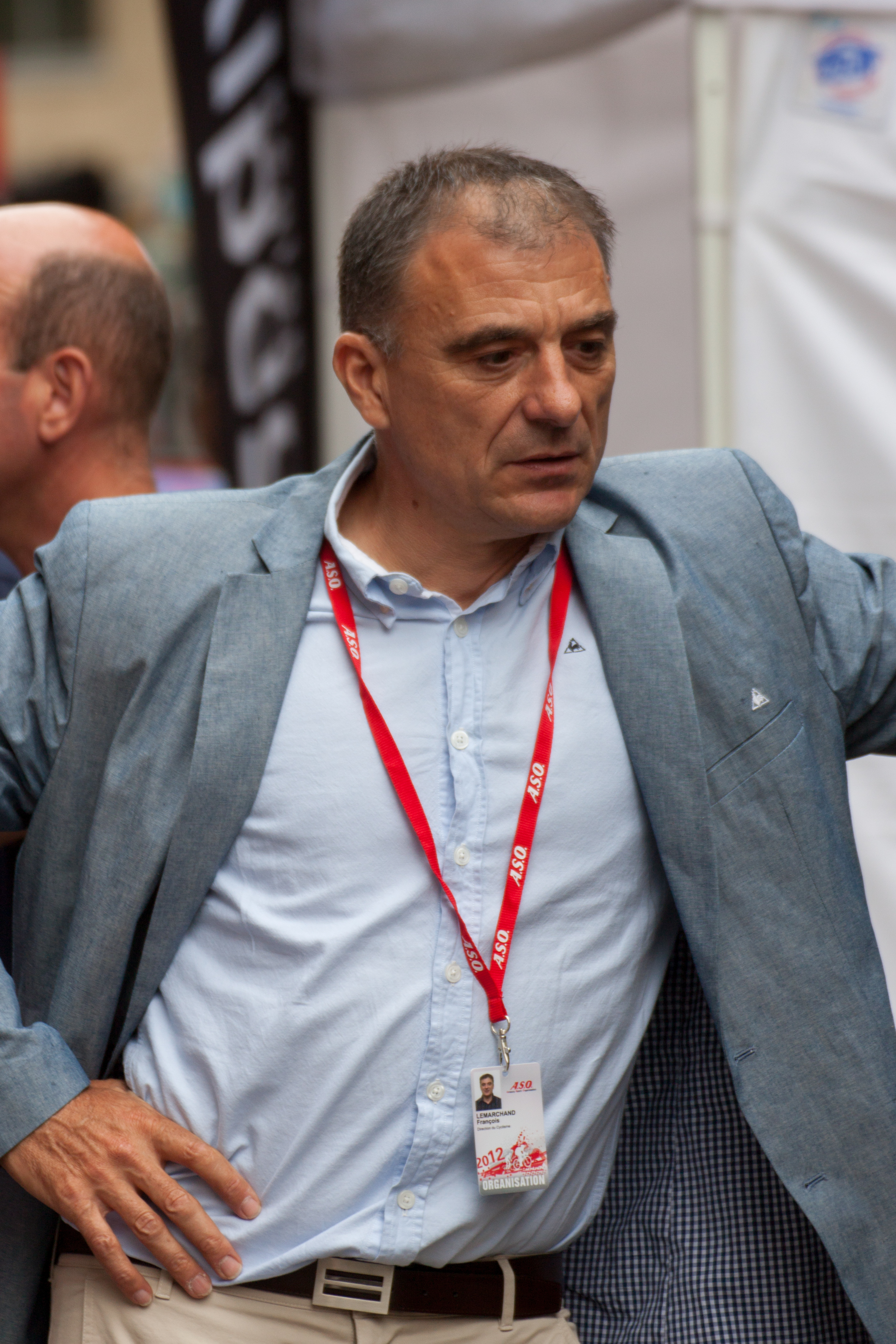
François Lemarchand lors du prologue du Critérium du Dauphiné 2012.

### Tour de France
10 participations
- 1985 : 81e
- 1986 : 68e
- 1987 : 75e
- 1989 : 89e
- 1990 : 104e
- 1991 : 101e
- 1992 : 104e
- 1993 : 59e
- 1995 : 92e
- 1996 : 91e

### Tour d'Italie
2 participations
- 1990 : 21e
- 1991 : 49e

### Tour d'Espagne
2 participations
- 1985 : 51e
- 1987 : 40e